# Tell es-Sultan
Tell es-Sultan (colline du sultan) est un site archéologique de Cisjordanie, situé à deux kilomètres au nord du centre de Jéricho dans la plaine de la vallée du Jourdain et à environ 10 kilomètres au nord de la mer Morte. Il s’agit d’un grand monticule artificiel de 21 mètres de haut et d’une superficie d’environ un hectare. Se trouvant à une profondeur de 258 mètres sous le niveau de la mer, ce lieu est considéré comme le point le plus bas de la surface de la terre. Le tell a été habité à partir du Xe millénaire av. J.-C. et a été appelé « la plus vieille ville du monde », avec de nombreuses découvertes archéologiques importantes. Le site se distingue également par son rôle dans l'histoire de l'archéologie levantine (en). Le site est inscrit sur la liste du patrimoine mondial de l'UNESCO en septembre 2023.

## Histoire

### Chasseurs-cueilleurs natoufiens
Le premier établissement permanent sur le site s'est développé entre 10 000 et 9 000 av. J.C.,. Pendant la période de sécheresse et de froid du Dryas récent, il était impossible d’habiter de manière permanente un endroit quelconque. Cependant, Tell es-Sultan était un terrain de campement populaire pour les groupes de chasseurs-cueilleurs natoufiens en raison de la source voisine d'Ein as-Sultan. Ces chasseurs-cueilleurs ont laissé derrière eux des outils de microlithes en forme de croissant. Vers 9600 av. J.C., les sécheresses et le froid du Dryas récent ont pris fin, permettant aux groupes natoufiens de prolonger leur séjour, conduisant finalement à une installation permanente. La construction épipaléolithique sur le site semble avoir précédé l'invention de l'agriculture, avec la construction de structures natoufiennes à partir de 9000 av. J.-C., soit le tout début de l'Holocène dans l'histoire géologique.

### Néolithique précéramique

#### Néolithique précéramique A
La phase néolithique précéramique à Tell es-Sultan (vers 8500-7500 av. J.C.) a vu l'émergence de l'une des premières grandes villes du monde. Au fur et à mesure que le monde se réchauffait, une nouvelle culture basée sur l'agriculture et la sédentarité a émergé, que les archéologues ont appelée " néolithique précéramique A ", parfois appelée ère sultanienne d'après la ville. Les villages néolithiques précéramiques A se caractérisent par de petites habitations circulaires, l’enterrement des morts sous le plancher des bâtiments, le recours à la chasse au gibier, la culture de céréales sauvages ou domestiques et l’absence de poterie.
À cette époque, la ville était une colonie d'environ 40 000 m2 et contenait des maisons rondes en briques crues, mais aucune planification de rue. Les habitations circulaires étaient construites en argile et en briques de paille séchées au soleil, qui étaient recouvertes d'un mortier de boue. Chaque maison mesurait environ 5 mètres de largeur et était couverte de broussailles. Les foyers étaient situés à l'intérieur et à l'extérieur des maisons.
L'identité et le nombre des habitants de Jéricho au cours de cette période sont encore en débat, avec des estimations allant de 200–300 au minimum jusqu'à 2000–3000 au maximum,. On sait que cette population avait domestiqué l'amidonnier, l'orge et les légumineuses et chassé les animaux sauvages.
La ville était entourée d'un mur de pierre massif de 3,6 mètres de haut et de 1,8 mètre de large à la base (voir Mur de Jéricho), à l'intérieur duquel se dressait une tour de pierre (voir la Tour de Jéricho), placé au centre du côté ouest du tell. Cette tour fut la plus haute structure du monde jusqu'à la pyramide de Djoser et la deuxième plus ancienne tour après celle de Tell Qaramel,. Le mur et la tour ont été construits vers 8000 av. J.C.,. Pour la tour les datations au carbone 14 publiées en 1981 et 1983 indiquent qu'elle a été construite autour de 8300 av. J.C. et est restée en usage jusqu'à 7800 av. J.C. La construction du mur et de la tour aurait demandé à une centaine d'hommes plus de cent jours de travail, suggérant ainsi une sorte d’organisation sociale et de division du travail.
Les principales structures soulignent l’importance du tell pour comprendre les schémas de peuplement de la période sultanienne dans le sud du Levant.

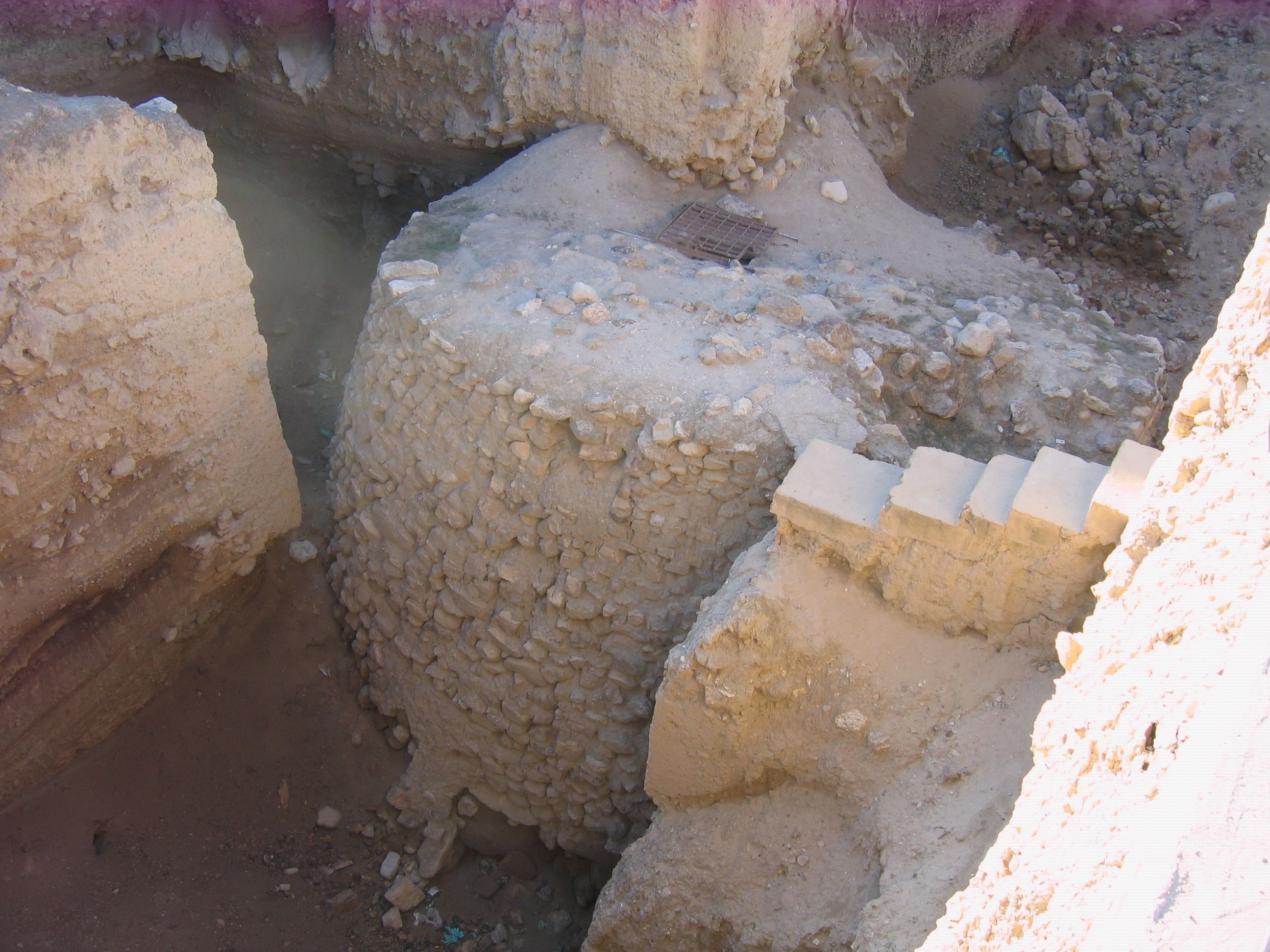
Tour de Jéricho.
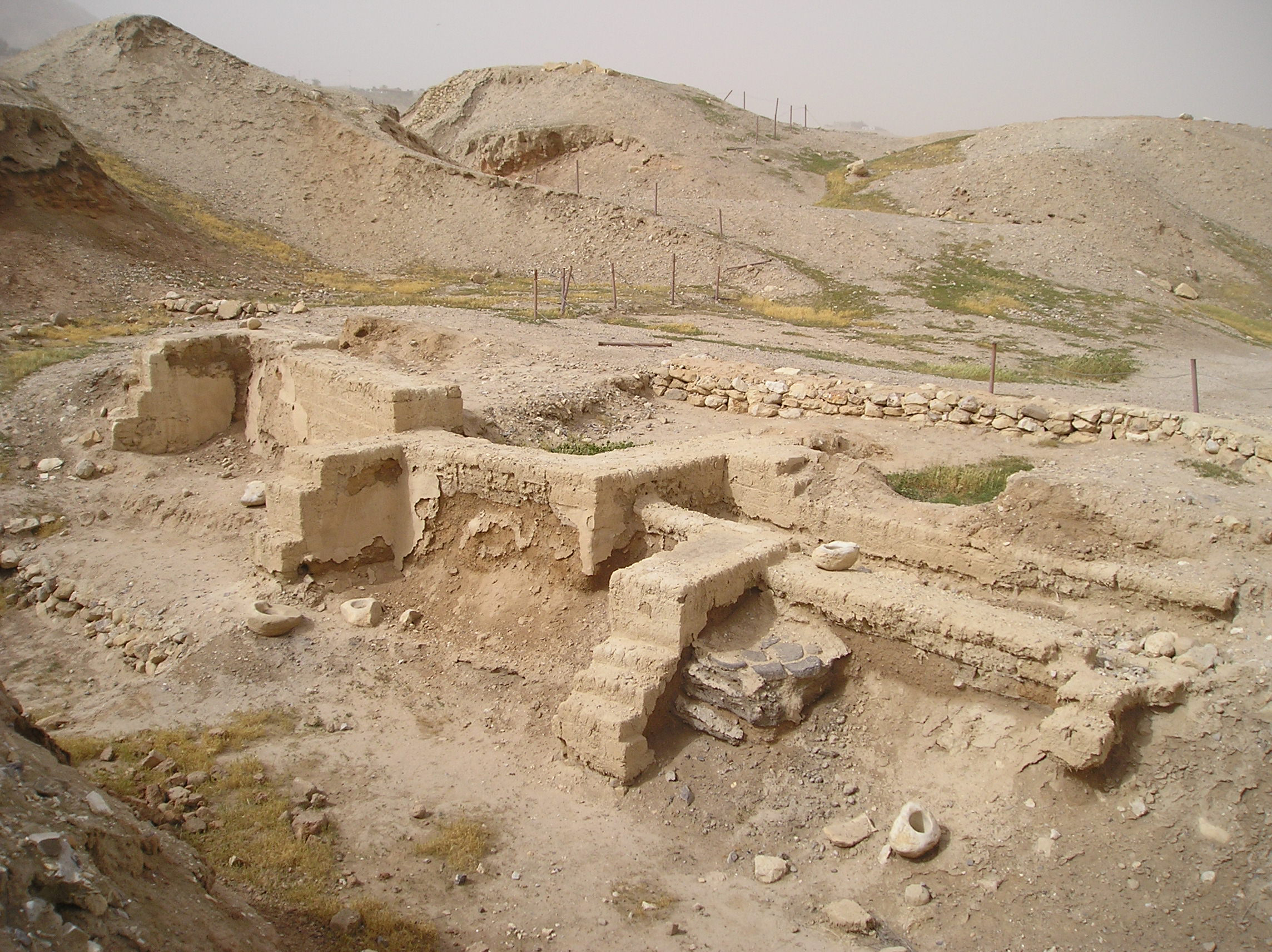
Fondations d'habitations découvertes à Jéricho.
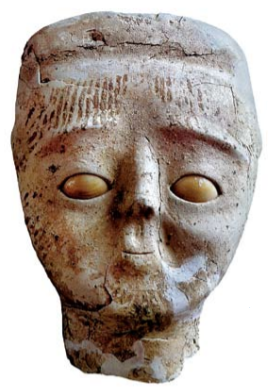
Statue trouvée à Jericho, 7000 ans av. J.C. (Musée Rockefeller, Jérusalem).
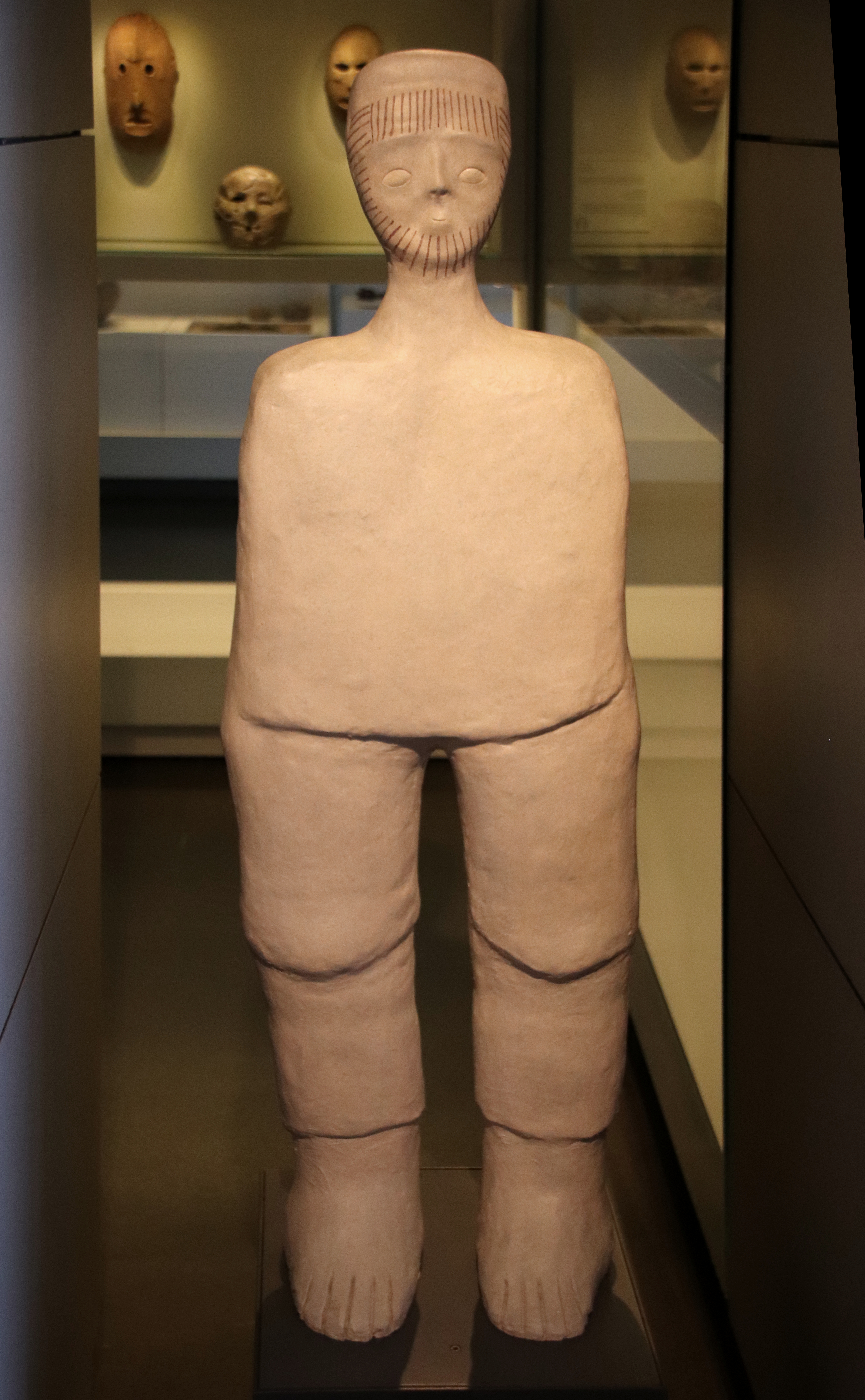
Statue d'ancêtre, Jéricho, 7000 ans av. J.C. (reconstruction imaginée), musée d'Israël.

#### Néolithique précéramique B

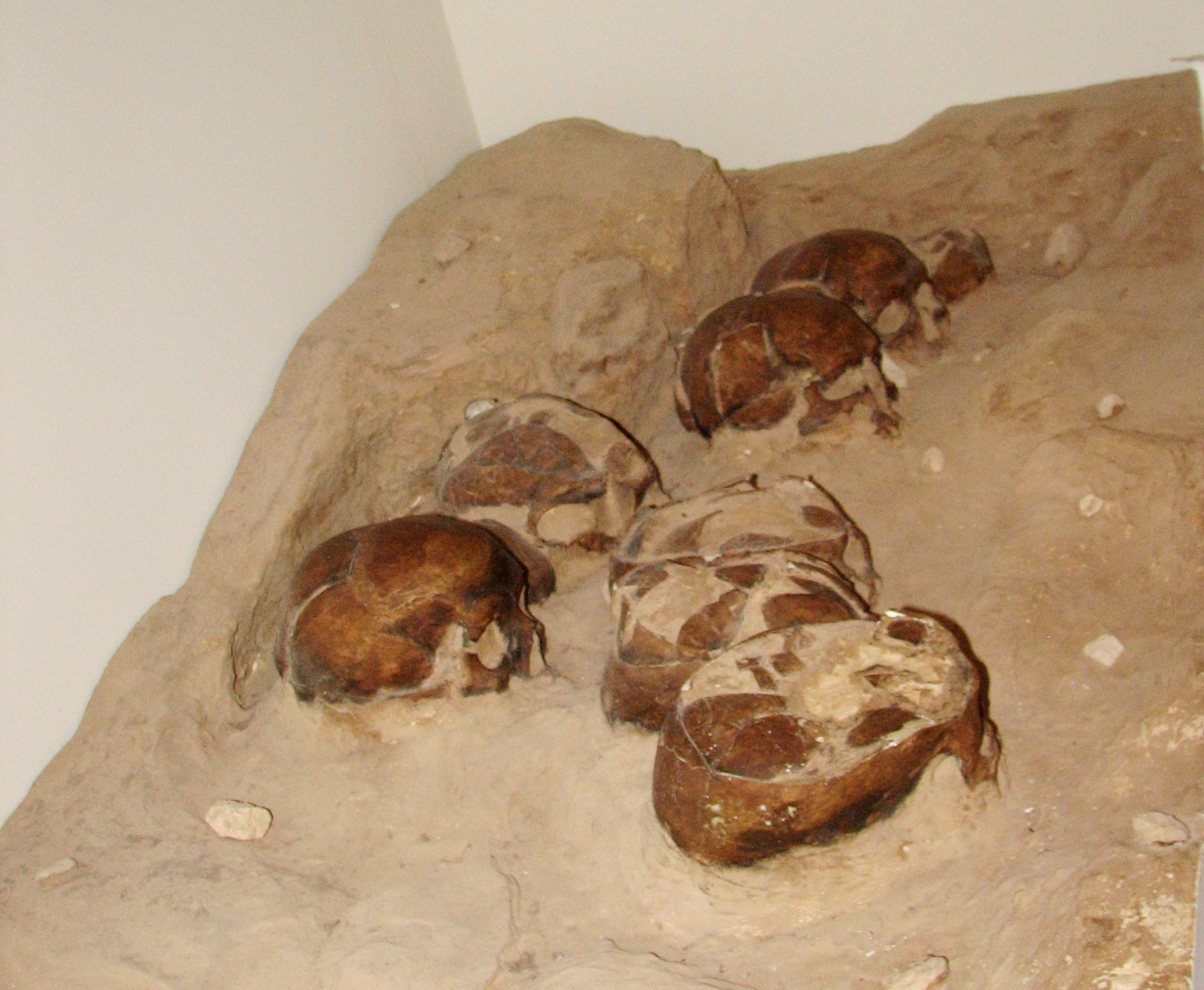
Neuf crânes humains, révélés sous le plancher d'une maison à Jéricho, musée de la préhistoire Moshe Steklis.

Après quelques siècles, la première colonie a été abandonnée. Durant plusieurs siècles, le site resta inoccupé et la colonie du Néolithique précéramique B a été fondée sur la surface érodée du tell. Ce deuxième établissement, ayant eu lieu vers 6800 av. J.C., représente peut-être le travail d'un peuple envahissant qui a absorbé les premiers habitants dans leur culture dominante. Les artefacts datant de cette période comprennent dix crânes humains en plâtre, peints de manière à reconstituer les particularités des individus. Ceux-ci représentent soit un teraphim, soit un exemple précoce de portrait dans l'histoire de l'art, et on pense qu'ils ont été conservés au sein des habitations alors que les corps étaient enterrés,.
L'architecture consistait en des bâtiments rectilignes faits de briques de boue sur des fondations en pierre. Les briques étaient en forme de pain avec des empreintes de pouce profondes pour en faciliter la manipulation. Aucun bâtiment n'a été fouillé dans son intégralité. En général, plusieurs pièces se regroupent autour d'une cour centrale. Il y a une grande pièce (6,5 m × 4 m et 7 m × 3 m ) avec des divisions internes, le reste est petit, probablement utilisé pour le rangement ou le stockage. Les chambres ont des sols en granito rouge ou rosâtre constitué de chaux. Certaines impressions de nattes faites de roseaux ou de joncs ont été préservées. Le sol des cours sont en terre cuite.
Un bâtiment a été identifié par Kathleen Kenyon comme étant un sanctuaire. Il contenait une niche dans le mur. Un pilier de pierre volcanique ébréché et trouvé à proximité aurait pu s’intégrer dans cette niche.
Les morts ont été enterrés sous les planchers ou dans les décombres comblés de bâtiments abandonnés. Il y a plusieurs sépultures collectives. Tous les squelettes ne sont pas complètement articulés, ce qui peut indiquer une période d'exposition avant l'enterrement. Une cache de crâne contenait sept crânes. Les mâchoires avaient été enlevées, les visages recouverts de plâtre et des cauris ont été utilisés à la place des yeux. Un total de dix crânes ont été trouvés. Des crânes modelés ont également été trouvés à Tell Ramad et Beisamoun.
Parmi les autres vestiges figuraient des silex, tels que des pointes de flèche (tangentes ou à encoches latérales), des lames de faucille finement denticulées, des burins, des grattoirs, quelques tranchets, de l'obsidienne et de l'obsidienne verte provenant d'une source inconnue. Il y avait aussi des meules, des marteaux et quelques haches en pierre de taille de roche verte. D'autres objets ont été découverts comme des plats et des bols sculptés en calcaire tendre, des broches en pierre et de possibles fusaïoles, des spatules et des perçoirs, des plâtres anthropomorphes stylisés, presque grandeur nature, des figurines en terre cuite anthropomorphes et thériomorphes, ainsi que des perles de coquille et de malachite.

### Âge du bronze
Une succession d'occupations a suivi à partir de 4500 av. J.C., la plus grande de celles-ci était entourée de murs construits autour de 2600 av. J.C. et d'une digue défensive creusée vers 1400 av. J.C..
Tell es-Sultan a été continuellement occupé à l'âge du bronze moyen. Il a été détruit à la fin de l'âge du bronze, après quoi il n'a plus servi de centre urbain. La ville était entourée de vastes remparts renforcés de tours rectangulaires et possédait un vaste cimetière avec des tombes verticales et des chambres funéraires souterraines. Les offrandes élaborées de funérailles dans certaines d'entre elles peuvent refléter l'émergence de rois locaux.
Au cours de l'âge du bronze moyen, Tell es-Sultan était une petite ville importante de la région de Canaan, atteignant sa plus grande étendue de l'âge de bronze moyen entre 1700 et 1550 av. J.C.. Elle semble avoir représenté la plus grande urbanisation de la région à cette époque et a été associée à la montée du Maryannu, une classe d’aristocrates utilisant des chars ayant participé à la montée de l’État mittanien au nord. Kathleen Kenyon a rapporté "… l'âge du bronze moyen est peut-être le plus prospère de toute l'histoire de Kna'an … Les défenses … appartiennent à une date assez avancée à cette époque" et il y avait "un revêtement en pierre massif … partie d'un système complexe" de défenses (p. 213-218). La ville de l'âge du bronze est tombée au XVIe siècle av. J.-C. à la fin de l'âge du bronze moyen, les restes de carbone de sa couche de destruction City-IV sont en effet datés entre 1617 et 1530 av. J.C.. Cette datation au carbone 14 fixé à 1573 av. J.C. a notamment confirmé l'exactitude de la datation stratigraphique établi à 1550 av. J.C. par Kenyon.
Après la destruction de Tell es-Sultan à la fin de l'âge du bronze moyen, la ville fut de nouveau occupée à l'âge du bronze final (1550-1200 av. J.C.), et l'enceinte précédente, datant de l'âge du bronze moyen, fut restaurée en ajoutant une mur en pisé sur la crête, encore conservé,. Selon Lorenzo Nigro, les couches supérieures du tell en Bronze final IIB ont été fortement taillées par les opérations de nivellement au cours de l'âge du fer, ce qui explique la rareté des matériaux au XIIIe siècle av. J.-C..

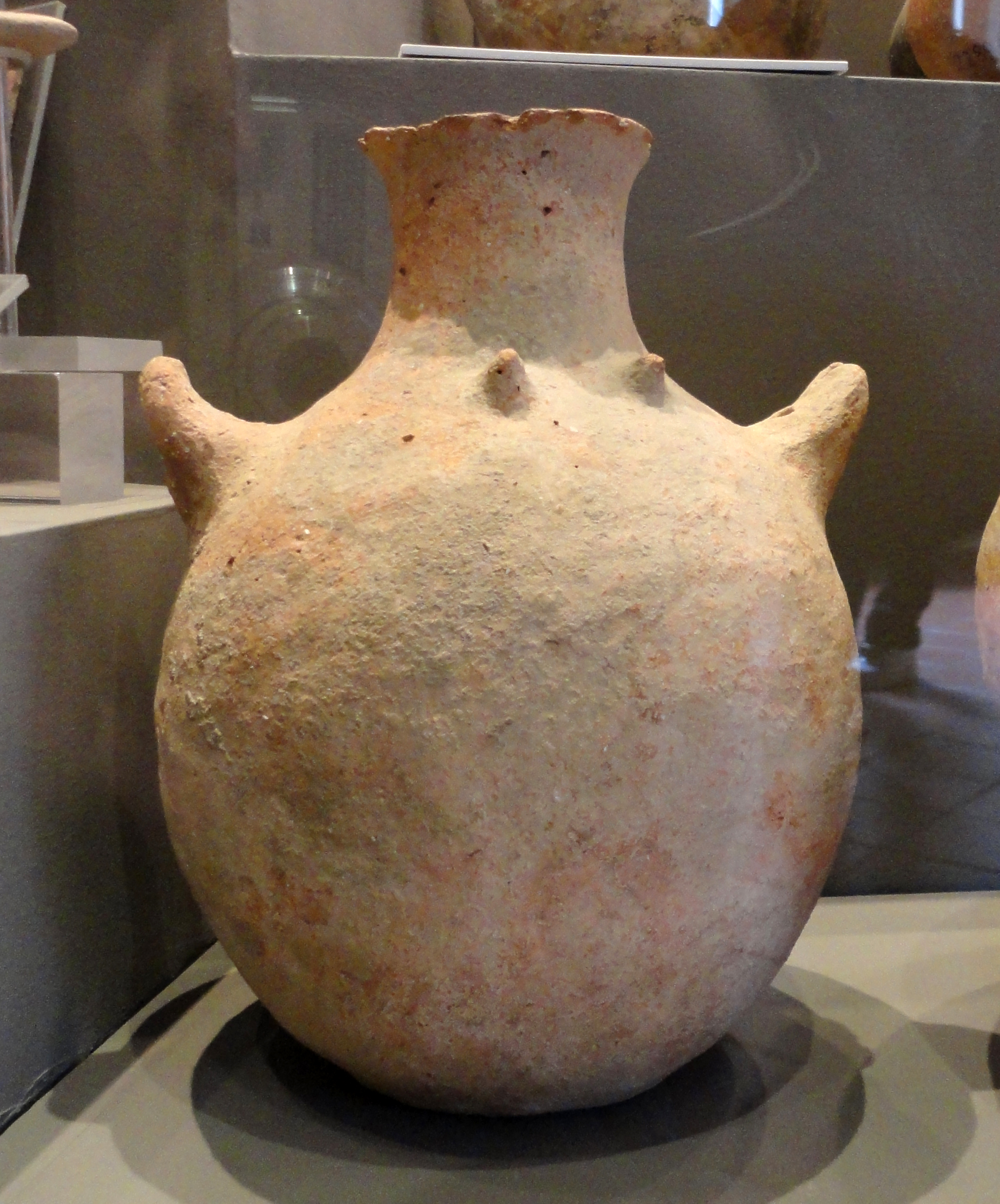
Cruche à double anse de la nécropole de Jéricho, 2300-3800 av. J.-C., musée du Vatican, Rome.
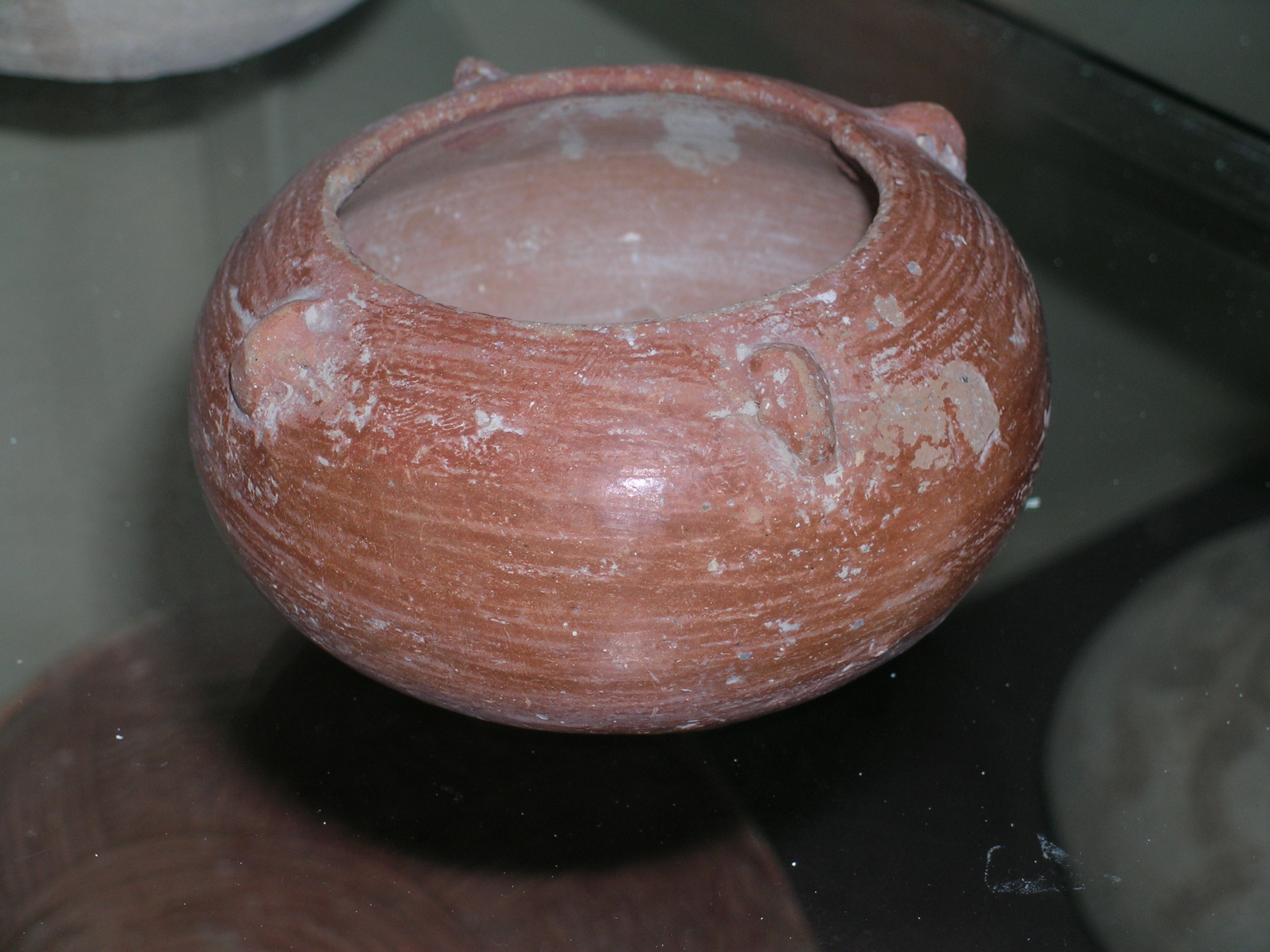
Vase de l'âge de Bronze III de style rouge bruni.
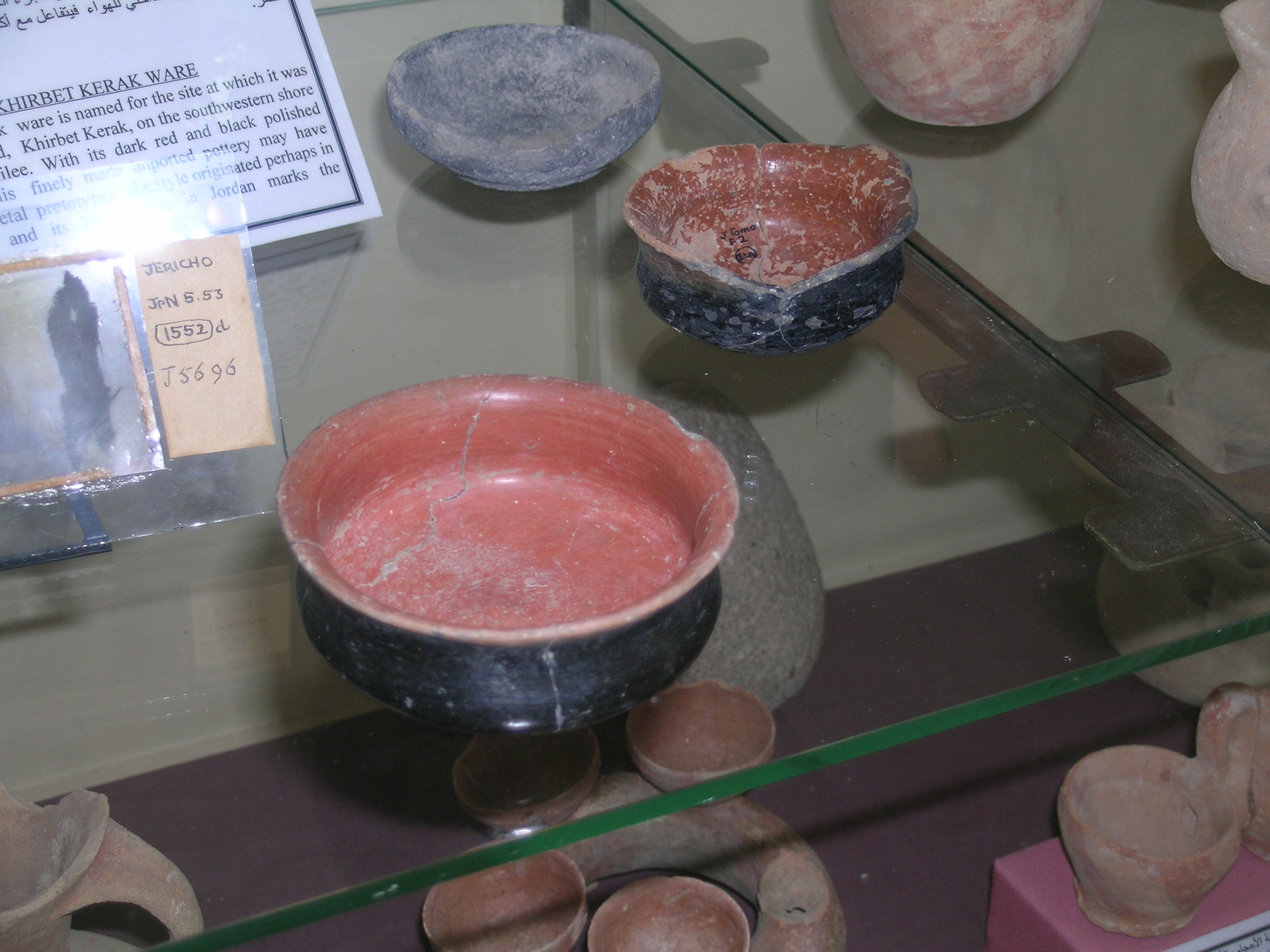
Vase de l'Âge de Bronze III de style Khirbet Kerak.
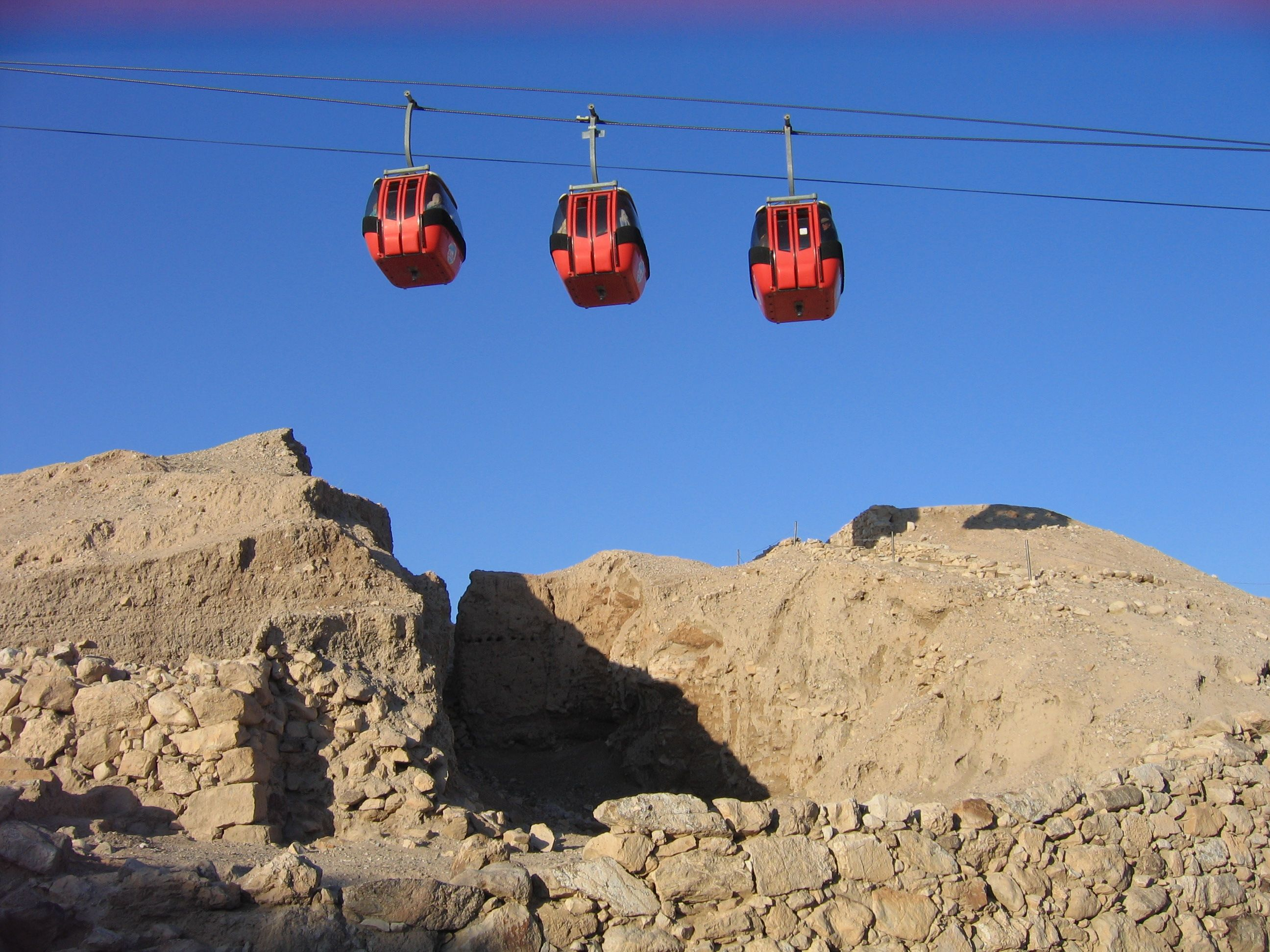
Murs de l'âge du bronze (Téléphérique de Jéricho menant au monastère de la Tentation).

### Âge du fer
Tell es-Sultan est resté inoccupé de la fin du XIIIe au XIe siècle av. J.-C., lorsque la ville a été reconstruite. Il ne reste pas beaucoup plus de cette nouvelle ville qu'une maison de quatre pièces sur le versant est. Au VIIe siècle av. J.-C. Jéricho était devenue une ville importante, mais elle a été détruite lors de la conquête par Babylone du royaume de Juda à la fin du VIe siècle av. J.-C..

### Abandon du Tell
Après la destruction de la ville par les Babyloniens à la fin du VIe siècle, tout ce qui a été reconstruit à l'époque perse après l'exil à Babylone des Judéens, n'a laissé que très peu de vestiges. Le tell a été abandonné comme lieu d'établissement peu après cette période.

## Fouilles archéologiques

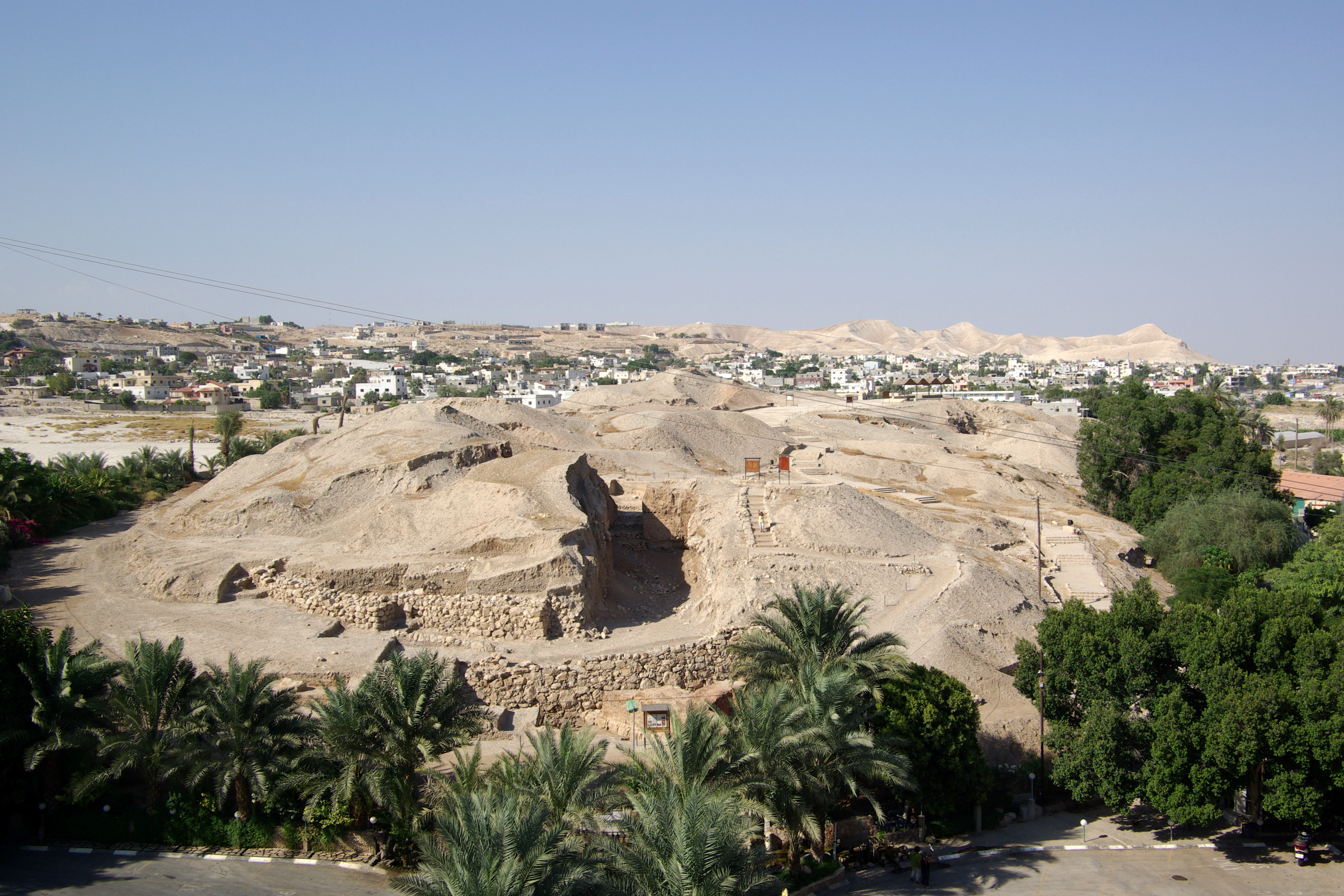
Tell es-Sultan (vue Nord).

Les premières fouilles du site ont été effectuées par Charles Warren en 1868 à la demande du Fonds d’exploration de la Palestine. Il a creusé à travers les briques de boue du mur sans se rendre compte de ce que c'était, suggérant qu'il y avait peu d'intérêt sur le site.
Ernst Sellin et Carl Watzinger ont fouillé Tell es-Sultan et Tulul Abu el-Alayiq entre 1907 et 1909 et, en 1911, ils ont trouvé les restes de deux murs qu’ils avaient initialement suggérés pour étayer le récit biblique de la bataille de Jéricho. Ils ont ensuite révisé cette conclusion et daté leurs trouvailles à l'âge du bronze moyen (1950-1550 av. J.C.).
Le site a de nouveau été fouillé par John Garstang entre 1930 et 1936, qui a de nouveau suggéré que les vestiges du mur supérieur seraient ceux décrits dans la Bible et dateraient des environs de 1400 av. J.C..
Des recherches approfondies en utilisant des techniques plus modernes ont été faites par Kathleen Kenyon entre 1952 et 1958. Ses fouilles ont découvert une tour et mur dans la tranchée I. Kenyon a fourni la preuve que les deux constructions étaient beaucoup plus récentes que les estimations précédentes de l'âge du site, au néolithique, et faisaient partie d'une proto-cité primitive. Ses fouilles ont révélé une série de dix-sept murs datant de l’âge du bronze, dont certains auraient été détruits par des tremblements de terre. Les derniers murs ont été assemblés à la hâte, indiquant que la colonie avait été détruite par des envahisseurs nomades. Un autre mur a été construit par une culture plus sophistiquée à l’âge du bronze moyen avec un escarpement raide en plâtre menant à des briques de boue sur le dessus,.
Lorenzo Nigro et Nicolo Marchetti ont mené des fouilles en 1997-2000. Depuis 2009, le projet archéologique italo-palestinien de fouilles et de restauration a été repris par l'université de Rome « La Sapienza » et la MOTA-DACH palestinienne sous la direction de Lorenzo Nigro et Hamdan Taha.

## Particularités archéologiques

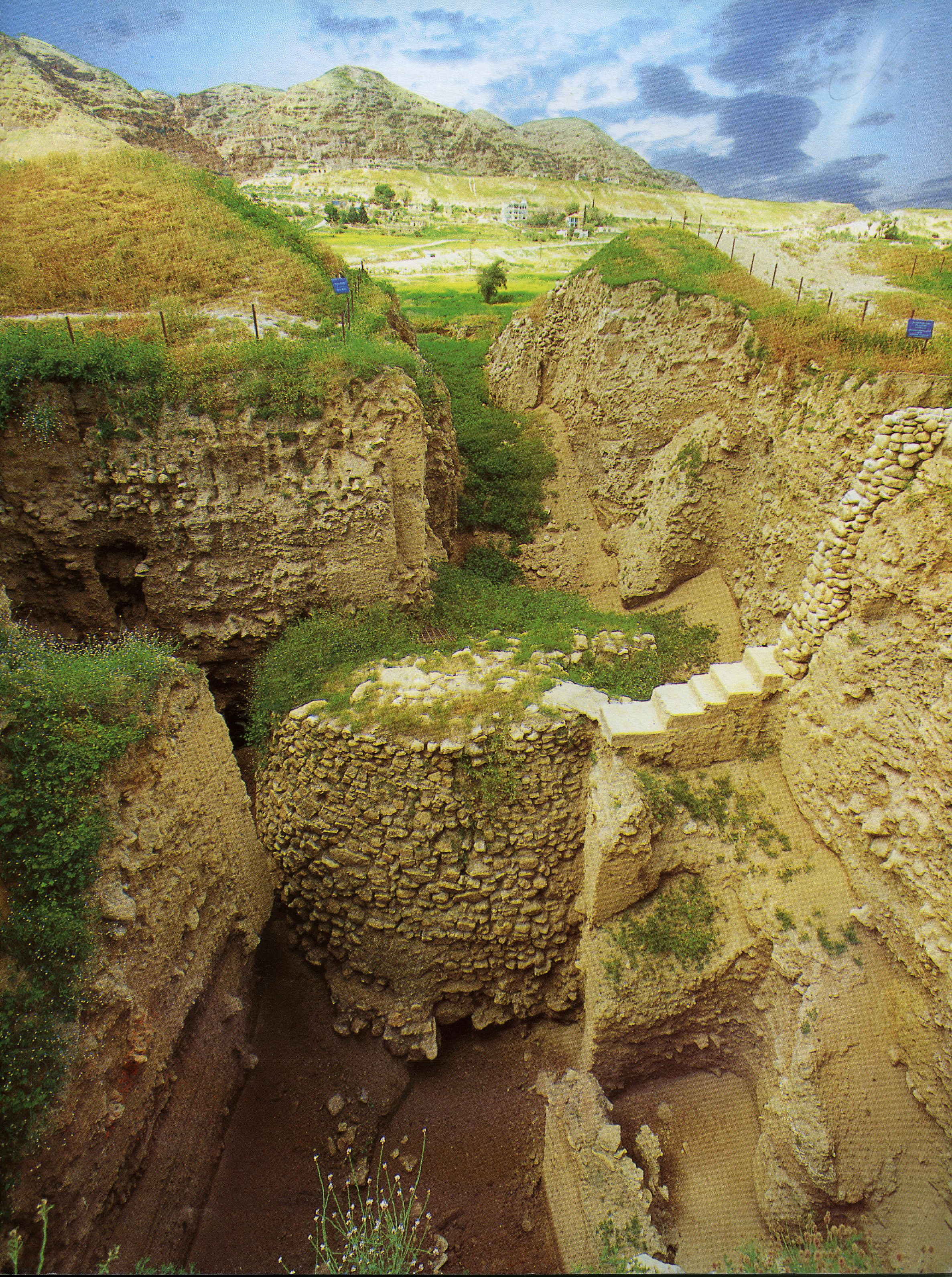
Tour de Jéricho.

### Mur de Jéricho
Le mur d'enceinte de l'ère néolithique précéramique A a été conçu à des fins de défense ou de protection contre les inondations,. La hauteur du mur (environ 1,5 à 2 mètres d'épaisseur et 3,7 à 5,2 mètres de hauteur) comme celle de la tour suggère un objectif défensif également. Il aurait été construit vers 8000 av. J.C.. S'il est considéré comme une "fortification urbaine", le mur de Jéricho est la plus ancienne muraille de ville au monde découverte par les archéologues. Autour du mur, il y avait un fossé de 8,2 mètres de largeur sur 2,7 mètres de profondeur, creusé dans la roche, dont la circonférence autour de la ville pouvait atteindre 600 mètres.

### Tour de Jéricho
La tour de Jéricho est une structure en pierre de 8,5 mètres de haut, construite au néolithique pré-céramique vers 8000 av. J.C.. C'est l'un des premiers monuments en pierre de l'humanité. De forme conique, la tour a un diamètre de près de 9 mètres à la base, diminuant jusqu'à 7 mètres au sommet, avec des murs d'environ 1,5 mètre d'épaisseur. Il contient un escalier intérieur avec 22 marches en pierre,. On estime que la construction de la tour a pris 11 000 journées de travail. Des études récentes de Ran Barkai de l’université de Tel Aviv et de Roy Liran ont suggéré des objectifs astronomiques et sociaux, plutôt que militaires dans la construction de la tour.